# Життя на Титані

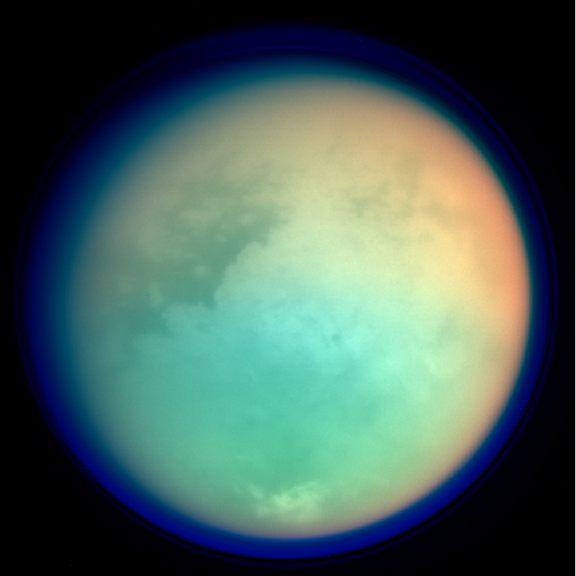
Мультиспектральне зображення Титана

Життя на Титані, найбільшому супутнику Сатурна, наразі залишається відкритим питанням та темою для наукових дискусій і досліджень.
Титан значно холодніший, ніж Земля, тому на його поверхні немає рідкої води. Однак на ньому є озера рідкого метану й етану, а також річки та цілі моря з них, крім того, ці гази можуть випадати у вигляді опадів, як дощ із води на Землі. З високою ймовірністю Титан містить також рідкий підповерхневий океан, що складається з аміаку або води.
Деякі моделі показують, що Титан може підтримувати існування «інвертованих» напівпроникних мембран на основі акрилонітрилу в рідкій неполярній метан-етановій суміші на його поверхні. Однак в умовах, за яких метан-етанова суміш існує в рідкому стані, усі молекули, більші й полярніші за акрилонітрил, неминуче кристалізуються — зважаючи на набагато більшу силу зв'язку між полярними молекулами (на цьому принципі засноване фракціонування вуглеводнів і спиртове осадження нуклеїнових кислот). Водночас у такому середовищі спостерігаються складні хімічні процеси вибіркового обміну й накопичення низки речовин, що є предметом широких обговорень у спільноті планетологів, зокрема й у НАСА.
Атмосфера Титана щільна, хімічно активна і багата на органічні сполуки; ці факти підштовхнули вчених до додаткових припущень про наявність життя чи передумов до життя, особливо у верхніх шарах атмосфери. Його атмосфера також містить водень, а метан може поєднуватися з деякими органічними сполуками (наприклад, з ацетиленом) для отримання енергії та розвитку життя.
У червні 2010 року вчені за здобутками аналізу даних місії «Кассіні — Гюйгенс» повідомили про аномалії в атмосфері Титана, біля його поверхні. На підставі цього вони висунули припущення щодо «дихання» примітивних біологічних організмів. Згідно з цією гіпотезою, організми могли б поглинати газоподібний водень і харчуватися молекулами ацетилену, при цьому за їхньої життєдіяльності утворювався б метан. Як наслідок на Титані спостерігався би брак ацетилену і зниження вмісту водню коло поверхні. Проте прямих доказів існування життя на Титані поки що немає.

## Температура поверхні
Через віддаленість Титана від Сонця він набагато холодніший, ніж Земля. Температура його поверхні становить близько 94 К (−179 °C). За таких температур водяний лід не тане, не випаровується і сублімує, а завжди залишається твердим.
З огляду на сильну холоднечу, а також брак вуглекислого газу в атмосфері, вчені вважають, що умови на Титані гірші для життя, ніж на Землі до виникнення життя. Водночас вони не виключають життя в середовищі рідкого метану й етану і говорять, що відкриття таких форм життя (навіть якщо і дуже примітивних) говорило би про поширеність життя Всесвітом.

### Температура в минулому

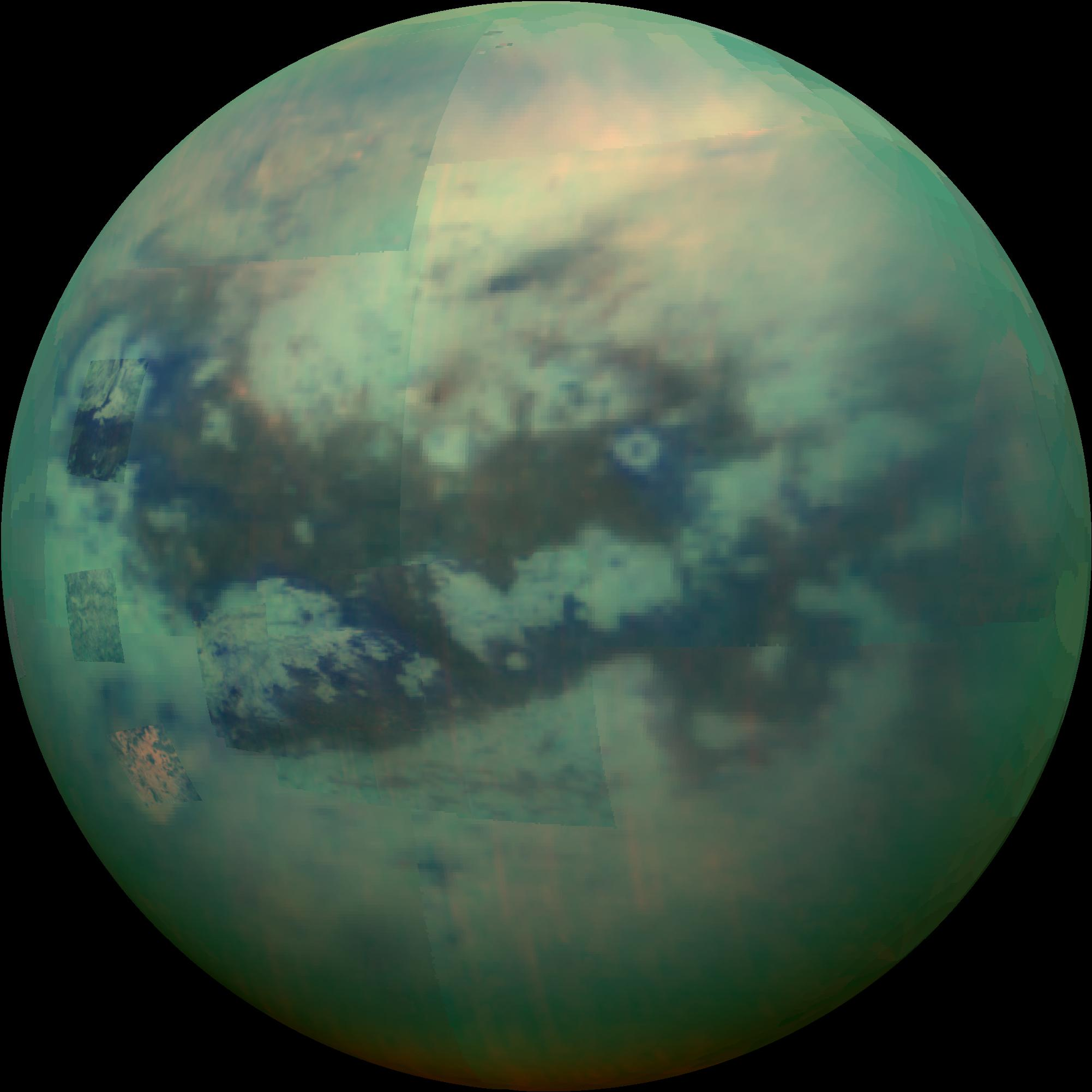
Титан, вигляд в інфрачервоному світлі</br>(13.11.2015)

У 1970-х роках астрономи виявили несподівано високі рівні інфрачервоних викидів від Титана. Одним із можливих пояснень цього було те, що поверхня Титана була теплішою, ніж очікувалося, через парниковий ефект. Деякі оцінки температури поверхні навіть наближаються до температури у прохолодних регіонах Землі. Існувало, проте, ще одне можливе пояснення для інфрачервоного випромінювання: на поверхні було дуже холодно, але верхня атмосфера нагрівалася за рахунок поглинання ультрафіолетового світла молекулами етану, етилену й ацетилену.

### Температура в майбутньому
Титан може стати значно теплішим у майбутньому. Через шість мільярдів років, коли Сонце стане червоним гігантом, температура на поверхні Титана може збільшитися до 200 К (−73 °С), що достатньо для існування стійкого океану з водно-аміачної суміші на його поверхні. Ці умови можуть створити приємне середовище для екзотичних форм життя і зберігатимуться протягом кількох сотень мільйонів років. Цього часу достатньо задля зародження простого життя.

## Відсутність води на поверхні супутника в рідкому стані
Видиму відсутність рідкої води на поверхні Титана було процитовано НАСА як доказ проти життя на супутнику. За словами агентства, вода має важливе значення не лише як «розчинник для життя, яке ми знаємо», а й тому, що це «однозначно підходить для сприяння самоорганізації органічних речовин».

## Утворення складних молекул
Хоча «Кассіні — Гюйгенс» і не було обладнано для того, щоб представляти докази існування складних органічних речовин, апарат показав середовище на Титані схоже багато чим на те, що було на початкових етапах існування Землі. Вчені вважають, що атмосфера ранньої Землі була схожа за складом на нинішню атмосферу на Титані, з важливим винятком: відсутністю води на Титані.

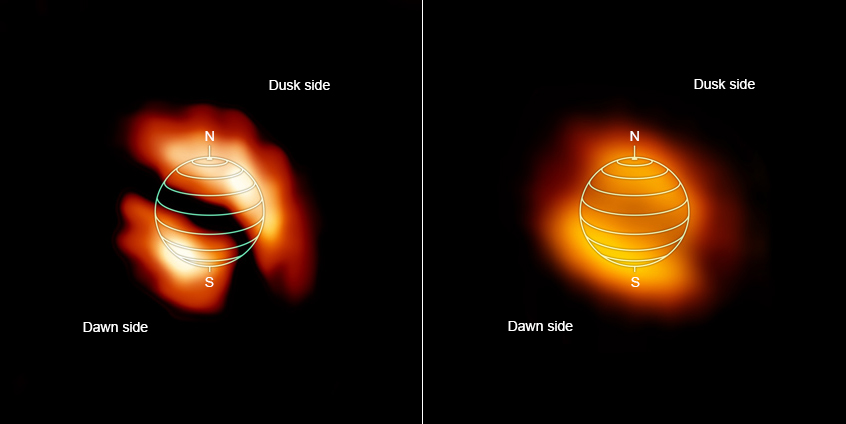
Сліди органічних газів в атмосфері Титана — HNC (ліворуч) та HC_{3}N (праворуч)

Було розроблено багато гіпотез, які намагаються подолати перехід від хімічної до біологічної еволюції. Експеримент Міллера — Юрі та кілька наступних дослідів показали, що у верхній частині атмосфери Титана під постійною дією йонізівного короткохвильового випромінювання йде неперервний плин утворення складних молекул і полімерних речовин. Саме ці речовини, що утворюють суміш вуглеводнів із загальною назвою толіни, породжують помаранчевий смог, який повністю приховує поверхню супутника у видимому діапазоні спектра. Реакції починаються з дисоціації азоту, метану та супроводжуються утворенням синильної кислоти, ацетилену і складніших вуглеводнів. Продукти цих реакцій в умовах холодної атмосфери, як правило, мають тверду фазу агрегатного стану й у вигляді пилу осідають на поверхню. Можливість подальших реакцій — аж до утворення амінокислот — також було вивчено, а оскільки низькі температури на поверхні обмежують швидкість хімічних реакцій, також було одержано оцінки часу, необхідного для отримання пребіотичних сполук з урахуванням того, що в місцях падінь великих астероїдів і кріовулканічними околицями є можливою наявність областей з рідкою водою край поверхні.
У жовтні 2010 року вчені з університету Аризони провели дослід, подібний до експерименту Міллера — Юрі, але з атмосферою, подібною до атмосфери Титана (із вмістом метану, азоту і чадного газу). У ході дослідження було виявлено п'ять нуклеотидних (азотистих) основ (аденін (A), гуанін (G), цитозин (C), тимін (T) й урацил (U)) — будівельних блоків ДНК і РНК; також було знайдено амінокислоти: гліцин та аланін. Таким чином було доведено, що нуклеотидні основи й амінокислоти можуть утворюватися без присутності рідкої води, як розчинник.
У листопаді 2020 року в атмосфері Титана вчені виявили сліди циклопропенілідину — простої сполуки на основі вуглецю. Раніше його знаходили тільки в газопилових хмарах у міжзоряному середовищі, тому що за інших умов він швидко вступає до хімічних реакцій з іншими сполуками. Подібна речовина утворює основу молекул ДНК та РНК — «будівельних блоків» життя. Планетологи не виключають імовірність того, що на основі цієї речовини можуть зародитися вкрай екзотичні форми життя, здатні, наприклад, переносити температуру −200 °C, яку не може винести жодне живе створіння Землі.

## Можливість існування життя під поверхнею
Моделювання призвело до припущення, що на Титані існує досить органічних речовин задля початку хімічної еволюції, подібної до тієї, яка, як передбачається, сталася на Землі. Хоча аналогія передбачає наявність рідкої води на триваліші реченці, ніж спостерігаються нині, усе ж кілька гіпотез припускають, що рідка вода з наслідків може бути збережена в мерзлом шарі ізоляції. Теплообмін між внутрішніми і верхніми шарами матиме вирішальне значення для збереження будь-якої групи життя. Виявлення мікробного життя на Титані багато в чому залежатиме від цих біогенних чинників.
З іншого боку, було зазначено, що рідкі океани аміаку і навіть води́ можуть бути глибоко нижче поверхні. Потужна припливна дія Сатурна може призвести до розігріву ядра та підтримання досить високої температури для існування рідкої води. Порівняння знімків «Кассіні» за 2005 і 2007 роки показало, що деталі ландшафту змістилися приблизно на 30 км. Оскільки Титан завжди повернутий до Сатурна однією стороною, такий зсув може пояснюватися тим, що крижана кора відокремлена від основної маси супутника глобальним рідким прошарком.
Передбачається, що у воді міститься значна кількість аміаку (близько 10 %), який діє на воду як антифриз, знижуючи температуру її замерзання. У поєднанні з високим тиском, що чиниться корою супутника, це може бути додатковою умовою існування підповерхневого океану.
Згідно з даними, оприлюдненими наприкінці червня 2012 року і зібраними раніше космічним апаратом «Кассіні», під поверхнею Титана (на глибині близько 100 км) справді має бути океан, що складається з води з можливим вмістом невеликої кількості солей. За новими дослідженнями, опублікованих 2014 року та заснованих на гравітаційній карті супутника, побудованої на підставі даних, зібраних «Кассіні», вчені висловили припущення, що рідина в океані супутника Сатурна відрізняється підвищеною щільністю та екстремальною солоністю. Швидше за все, вона є розсолом, до складу якого входять солі, що містять натрій, калій і сірку. Крім того, в різних районах супутника глибина океану різниться — в одних місцях вода промерзає, зсередини нарощуючи крижану кірку, що вкриває океан, і шар рідини в цих місцях майже не сполучається з поверхнею Титана. Сильна солоність підповерхневого океану робить практично неможливим існування у ньому життя.

## Існування життя в рідких озерах

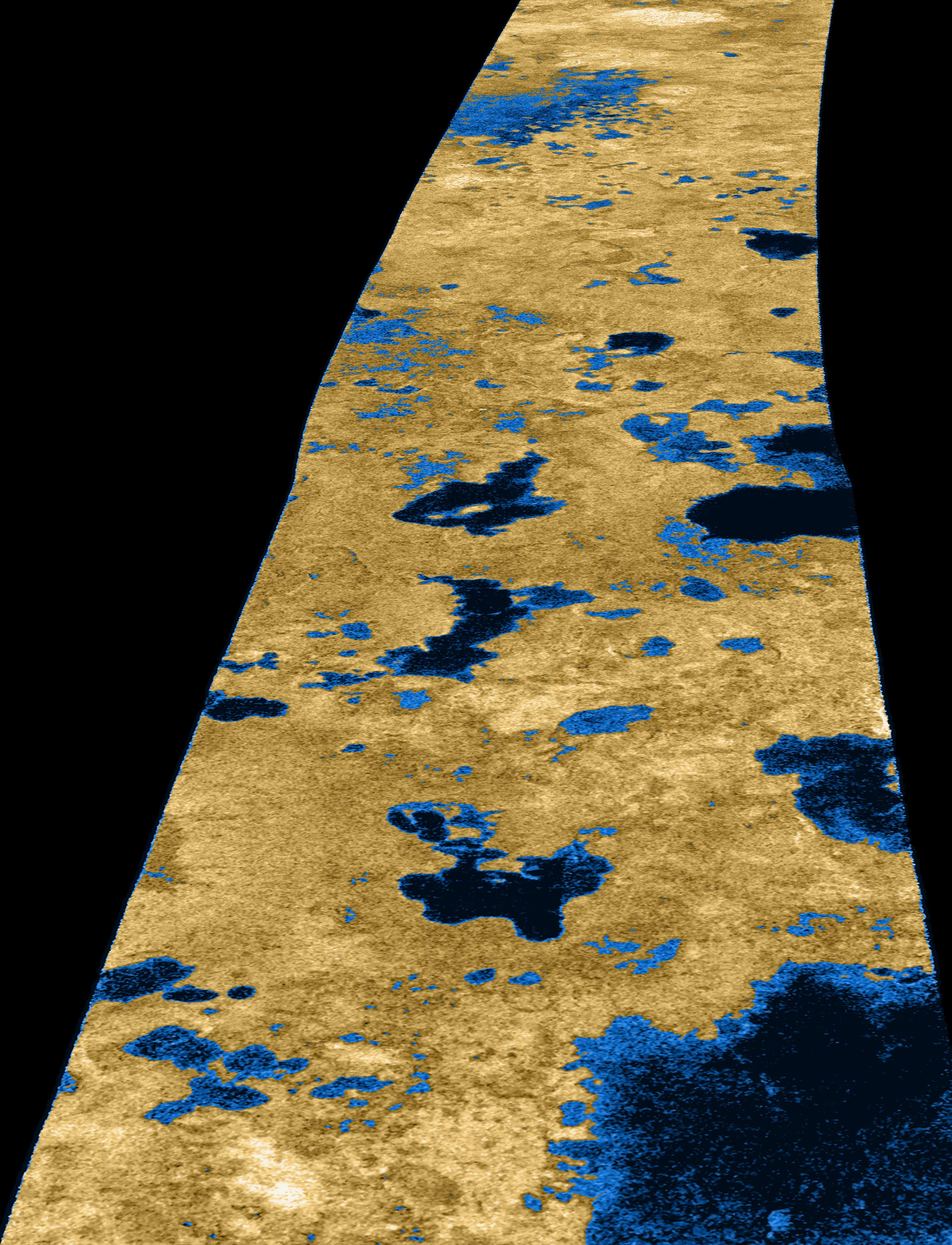
Вуглеводневі озера на Титані: радіолокаційне зображення з «Кассіні», 2006.

Висловлено припущення, що життя може існувати в рідких метані й етані на поверхні Титана, які мають вигляд річок та озер, так само, як організми на Землі живуть у воді. Такі істоти використовували би H2 замість O2, реагували з ацетиленом замість глюкози і виробляли б метан, а не вуглекислий газ.

### Розчинники
Існує дискусія про дієвість метану як розчинник для життя порівняно з водою: вода є потужнішим розчинником, аніж метан, що дає їй змогу легше переносити речовину до живої клітини, але менша хімічна реактивність метану дозволяє йому легше утворювати великі структури, наприклад білки́ та подібні до них.
Інше припущення полягає в тому, що організми, що живуть серед рідкого метану або етану, можуть використовувати різні сполуки як розчинник. Наприклад, фосфін (PH3) та прості сполуки фосфору і водню. Як вода й аміак, фосфін має полярність, але він існує у вигляді рідини за нижчих температур, ніж аміак і вода. У рідкому етані фосфін має вигляд окремих крапель, а це означає, що клітинноподібні структури могли б існувати без клітинних мембран.

### Висліди досліджень
Ще 2005 року астробіолог Крістофер Маккей передбачив, що якщо метаногенне життя споживає атмосферний водень у достатньому обсязі, то воно матиме помітний вплив на відношення суміші у тропосфері Титана. Пізніше про це у червні 2010 року повідомив Даррелл Штробел (Darrell Strobel) з Університету Джонса Гопкінса, який відзначив надлишок молекулярного водню у верхніх шарах атмосфери, що призводить до спадних потоків на швидкості приблизно 1025 молекул на секунду. Поряд із поверхнею водень, мабуть, зникає через його споживання метаногенними формами життя. Того ж місяця в іншій статті було згадано, що поверхня Титана не має ацетилен, що узгоджується з гіпотезою, що ацетилен, як і водень, теж споживається метаногенами. Кріс Маккей, погодившись із тим, що наявність життя є можливим поясненням висновків про відсутність водню й ацетилену коло поверхні, попередив, що, можливо, є й інші пояснення цьому явища, а саме: наприклад, можливість того, що висліди були невірними через людськи помилки чи наявності деяких мінеральних каталізаторів.

## Панспермія
Було запропоновано й альтернативні пояснення для гіпотетичного існування життя на Титані: якщо життя і існує на Титані, то було б статистично ймовірно, що воно виникло від Землі або від іншої планети і з'явилося незалежно в ході процесу, відомого як панспермія. Було припущено, що астероїди і комети могли занести туди життя. Але з іншого боку, будь-якій живій істоті, що потрапила до кріогенних вуглеводневих озер Титана, необхідно було б пристосуватися до таких надскладних умов життя, що є малоймовірним.

## Виявлення акрилонітрилу (вінілаціаніду)
Наприкінці червня 2021 року підтвердилася інформація про те, що на Титані є акрилонітрил. Він служить аналогом земних фосфоліпідів, що складають частково проникні клітинні мембрани, без яких відоме життя було б неможливим. Акрилонітрил виявив зонд «Кассіні» кілька років тому, але для підтвердження даних потрібен час. Це означає, що в метанових річках й озерах Титана може зароджуватися одноклітинне життя, з якого можливе усе складніше життя.